# 249

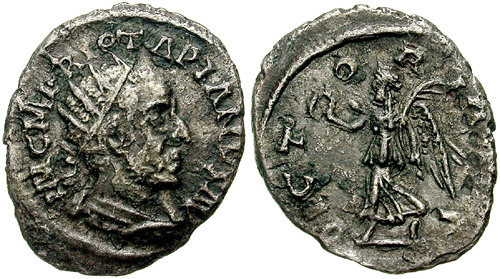
Een antoninianus van Iotapianus

Het jaar 249 is het 49e jaar in de 3e eeuw volgens de christelijke jaartelling.

## Gebeurtenissen

### Italië
- Keizer Philippus I stuurt Trajanus Decius, senator en stadsprefect, naar Moesië om de Goten aan de Donaugrens (limes) te verjagen.
- Decius wordt door de legioenen aan de Donau tot keizer uitgeroepen. Hij mobiliseert een expeditieleger en rukt op naar Rome.
- Slag bij Verona: Decius verslaat het Romeinse leger van Philippus I bij Verona. Zijn zoon Philippus II wordt vermoord.

### Syrië
- Gaius Julius Priscus onderdrukt de opstand van Iotapianus, hij roept zichzelf uit tot keizer van Syria en Cappadocië (Turkije).

### China
- Sima Yi, Chinees strateeg, pleegt een staatsgreep in het koninkrijk Wei en ontneemt de keizerlijke familie hun officiële macht.

## Overleden
- Philippus I ("de Arabier") (45), keizer van het Romeinse Keizerrijk
- Philippus II (12), medekeizer van het Romeinse Keizerrijk